# Lagonoy
Lagonoy is een gemeente in de Filipijnse provincie Camarines Sur op het eiland Luzon. Bij de laatste census in 2007 had de gemeente ruim 46 duizend inwoners.

## Geografie

### Bestuurlijke indeling
Lagonoy is onderverdeeld in de volgende 38 barangays:
| - Agosais - Agpo-Camagong-Tabog - Amoguis - Balaton - Binanuahan - Bocogan - Burabod - Cabotonan - Dahat - Del Carmen - Gimagtocon - Ginorangan - Gubat | - Guibahoy - Himanag - Kinahologan - Loho - Manamoc - Mangogon - Mapid - Olas - Omalo - Panagan - Panicuan - Pinamihagan - San Francisco | - San Isidro - San Isidro Norte - San Isidro Sur - San Rafael - San Ramon - San Roque - San Sebastian - San Vicente - Santa Cruz - Santa Maria - Saripongpong - Sipaco |

## Demografie
Lagonoy had bij de census van 2007 een inwoneraantal van 46.093 mensen. Dit zijn 3.457 mensen (8,1%) meer dan bij de vorige census van 2000. De gemiddelde jaarlijkse groei komt daarmee uit op 1,08%, hetgeen lager is dan het landelijk jaarlijks gemiddelde over deze periode (2,04%). Vergeleken met de census van 1995 is het aantal mensen met 5.967 (14,9%) toegenomen.

De bevolkingsdichtheid van Lagonoy was ten tijde van de laatste census, met 46.093 inwoners op 377,9 km², 122 mensen per km².